# 조나탕 클로스
조나탕 클로스(프랑스어: Jonathan Clauss, 1992년 9월 25일 ~ )는 프랑스의 축구 선수이다. 그의 포지션은 오른쪽 풀백으로, 현재 리그 1의 마르세유에서 활약하고 있다.

## 어린 시절
클로스는 트루아 오브주에서 태어났다.

## 클럽 경력

### 초기 경력
스트라스부르 유소년 아카데미에서 장기간 활동한 클로스는 프랑스와 독일의 하부리그에서 몇 년을 보낸 후 리그 2 2017-18 시즌에 케비루앙과 계약을 맺었다. 2017년 9월 8일, 그는 샤토루에게 3-2로 패한 경기에서 프로 데뷔전을 치렀고, 그는 팀의 골 중 하나를 도왔다.

### 아르미니아 빌레펠트
2018년 8월, 자유계약선수인 클로스는 입단 테스트 합격 후 2. 분데스리가의 아르미니아 빌레펠트와 계약을 맺었다.

### 랑스
2020년 5월, 레키프는 클로스가 여름에 계약이 만료되는 대로 빌레펠트를 떠나 리그 1 승격팀인 랑스와 3년 계약을 맺고 프랑스로 돌아올 것이라고 보도했다. 28세의 나이에, 그는 자신의 경력에서 처음으로 1부 리그에서 활약하게 됐다. 2020-21 시즌 종료 후, 그는 UNFP에 의해 리그 1 올해의 팀에 포함되었다.

### 마르세유
2022년 7월 20일, 클로스는 같은 리그 1 소속의 마르세유와 계약했다. 랑스에게 지불될 이적료는 €9M로 추정됐다.

## 국가대표팀 경력
2022년 3월, 29세의 나이로, 클로스는 코트디부아르와 남아프리카 공화국과의 친선 경기에 디디에 데샹 감독이 그를 선발하면서 프랑스 축구 국가대표팀에 처음으로 차출되었다. 3월 25일, 그는 2-1로 이긴 코트디부아르와의 경기에서 데뷔전을 치렀다.

## 수상 내역
아르미니아 빌레펠트
- 2. 분데스리가: 2019–20

개인
- UNFP 리그 1 올해의 팀: 2020–21,[7] 2021–22[11]